# Arnaud Gérard
Pour les articles homonymes, voir Gérard.
Arnaud Gérard, né le 6 octobre 1984 à Dinan, est un coureur cycliste français, professionnel de 2005 à 2018, reconverti en directeur sportif.

## Biographie

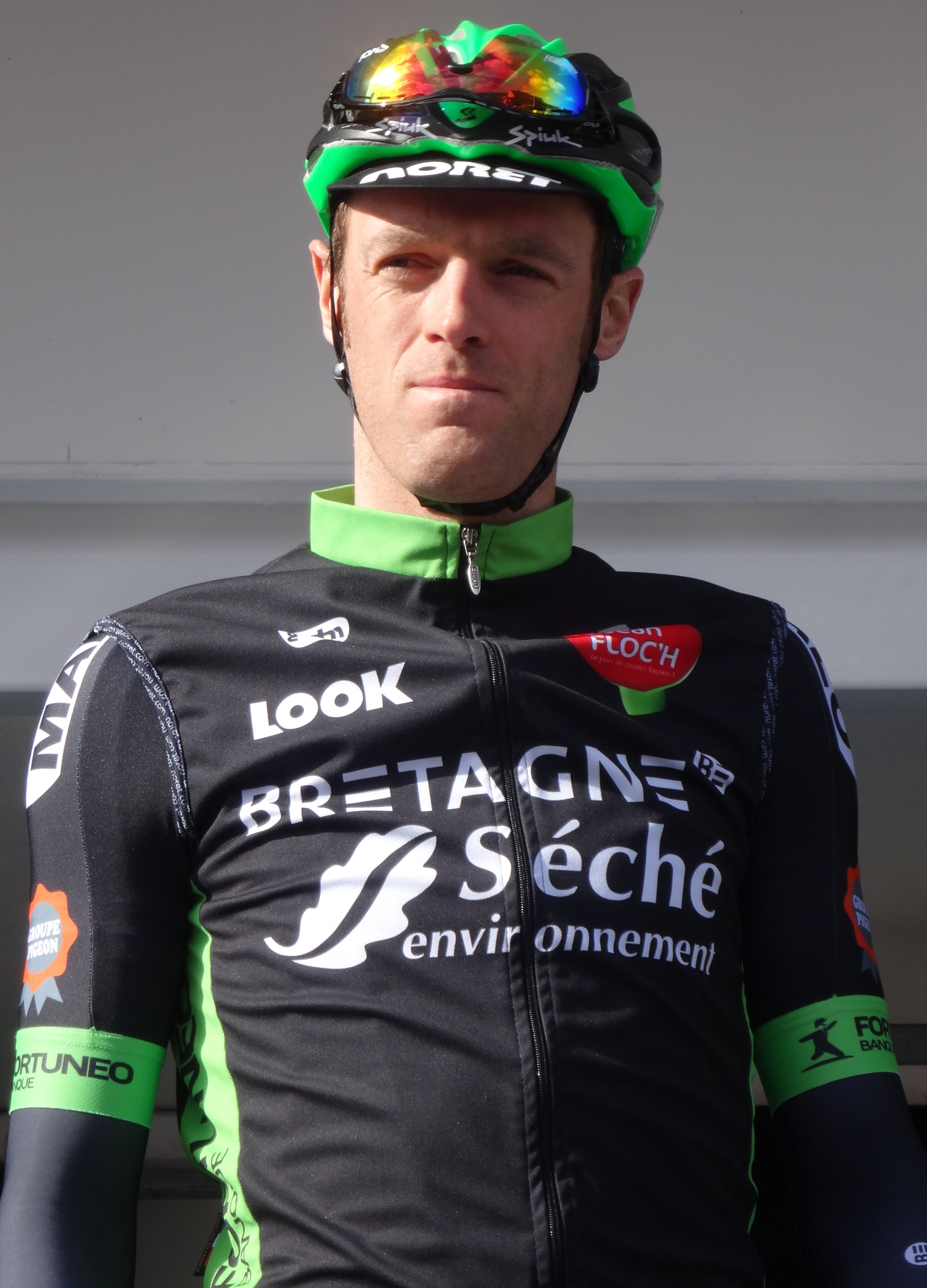
Arnaud Gérard lors du départ du Samyn 2015 à Quaregnon.

En 2002, Arnaud Gérard devient le premier coureur français champion du monde sur route juniors (moins de 19 ans). Après deux stages chez Fdjeux.com, il commence sa carrière professionnelle en 2005 dans l'équipe La Française des jeux. Il remporte en 2008 la Polynormande. La meilleure performance de Gérard dans un grand tour est sa 105e place lors du Tour d'Espagne 2009.
En 2013, il quitte l'équipe FDJ et rejoint l'équipe Bretagne-Séché Environnement. Initialement présélectionné pour la course en ligne des championnats du monde 2014, il ne figure pas dans la sélection finale.
En août 2015, il remporte la première étape du Tour du Poitou-Charentes.
Au mois d'octobre 2016 il prolonge le contrat qui le lie à l'équipe continentale professionnelle française Fortuneo-Vital Concept.
En juillet 2017 il est présélectionné par Cyrille Guimard pour participer aux championnats d'Europe de cyclisme sur route.
Il arrête sa carrière à l'issue de la saison 2018. Il ne quitte pas pour autant la structure dirigée par Emmanuel Hubert, y entamant une reconversion en tant que directeur sportif. Il débute dans ce nouveau rôle lors du Tour de Belgique 2019.

## Palmarès, résultats et classements mondiaux

### Palmarès amateur
- 2001
  - 3e du Tour du Morbihan Juniors
- 2002
  -  Champion du monde sur route juniors
  -  Champion de France sur route juniors
  - Ronde du Maquis :
    - Classement général
    - Une étape (contre-la-montre)

  - 2e de la Ronde des vallées
  - 3e de la Ronde du Printemps
  - 3e du Trophée Centre Morbihan
- 2003
  - 1re étape du Tour de la Bidassoa
  - 2e du Circuit du Mené
  - 3e des Boucles dingéennes
- 2004
  - 2e du Tour de Mainfranken
  - 3e de la Roue tourangelle

### Palmarès professionnel
- 2007
  - 10e du Grand Prix de Plouay
- 2008
  - Polynormande
  - 6e du Grand Prix de Plouay
- 2011
  - 3e de la Polynormande
  - 6e du Grand Prix de Plouay
- 2014
  - 2e du Duo normand (avec Anthony Delaplace)
- 2015
  - 1re étape du Tour du Poitou-Charentes
- 2017
  - 2e de la Ronde de l'Oise

### Résultats sur les grands tours

#### Tour de France
3 participations
- 2008 : 132e
- 2014 : 132e
- 2015 : 133e

#### Tour d'Italie
2 participations
- 2006 : 143e
- 2007 : 124e

#### Tour d'Espagne
1 participation
- 2009 : 105e

### Classements mondiaux
| Année                  | 2007 | 2008 | 2009 | 2010 | 2011 | 2012 | 2013 | 2014 | 2015 |
| ---------------------- | ---- | ---- | ---- | ---- | ---- | ---- | ---- | ---- | ---- |
| Classement ProTour     | 221e | 75e  |      |      |      |      |      |      |      |
| Calendrier mondial UCI |      |      | nc   | nc   |      |      |      |      |      |
| UCI World Tour         |      |      |      |      |      | nc   |      |      |      |
| UCI Europe Tour        |      |      |      |      | 335e |      | 173e | 102e | 260e |